# فرودگاه شهری شارلووی
فرودگاه شهری شارلووی (به انگلیسی: Charlevoix Municipal Airport) یک فرودگاه همگانی بهره‌برداری هوایی با کد یاتا CVX است که یک باند فرود آسفالت دارد و طول باند آن ۱۳۸۷ متر است. این فرودگاه در کشور ایالات متحده آمریکا قرار دارد و در ارتفاع ۲۰۴ متری از سطح دریا واقع شده‌است.